# Paradise Lost (gedicht)
Paradise Lost ('De teloorgang van het Paradijs') is een episch gedicht in blank vers dat de 17e-eeuwse Engelse dichter John Milton schreef tussen 1658 en 1663, toen hij al geheel blind was geraakt. De publicatie ervan werd vertraagd door de uitbrekende pestepidemie en de Grote brand van Londen. Dit meer dan 10.000 versregels tellende gedicht werd voor het eerst gepubliceerd in augustus 1667 in tien boeken. Een tweede (ietwat gewijzigde) versie kwam in twaalf boeken uit in 1674. Het gedicht verhaalt van de opstand van Lucifer (Satan) tegen God, Lucifers val in de hel en daarna zijn komst als slang naar het paradijs, de verleiding van Eva, de ongehoorzaamheid van Adam en Eva, en hun verdrijving uit het paradijs. Paradise Lost werd in 1671 gevolgd door het minder bekende Paradise Regained (Het herwonnen paradijs), dat vier boeken omvatte.

## Thematiek
Het gedicht in jambische pentameter heeft als onderwerp het christelijke verhaal van de zondeval van de mens: de verleiding van Adam en Eva door de gevallen engel Satan en hun verdrijving uit de Hof van Eden. Miltons doel, vermeld in Boek I, was "de wegen van God te rechtvaardigen tegenover de mensen" en "opheldering verschaffen over het conflict tussen de eeuwige vooruitziende blik van God en de vrije wil". Hoewel het epos in de eerste plaats gaat over de val van de mens, werkt het personage van Satan als een antiheld en als een drijvende kracht in de plot. De manier waarop Milton hem had uitgebeeld fascineerde de critici. Sommige vroegere interpretaties vatten Paradise Lost op als een gedicht dat vraagtekens zet bij de macht van de kerk, in plaats van slechts een beschrijving te zijn van de val van Adam en Eva uit het paradijs.

## Klassieke conventies
In het gedicht volgde Milton een aantal van de klassieke epische conventies zoals te vinden in Homerus' Ilias en Odyssee, en Vergilius' Aeneis. Zo begint Paradise Lost net als vele klassieke heldendichten met een aanroepingstoop, een invocatie van de Muze aan wie gevraagd wordt zich met het ontstaan van het werk te belasten. De 'Heav'nly Muse' in het gedicht is de Heilige geest; 'That shepherd' is Mozes; met 'chosen seed' wordt verwezen naar de menselijke wezens die Mozes' boodschap ontvangen:
Sing Heav'nly Muse, that on the secret top

Of Horeb, or of Sinai, didst inspire

That shepherd, who first taught the chosen seed,

In the beginning how the heav'ns and earth

Rose out of chaos; or if Sion hill

Delight thee more, and Siloa's brook that flowed

Fast by the oracle of God: I thence

Invoke thy aid to my advent'rous song,

That with no middle flight intends to soar

Above the Aonian mount, while it pursues

Things unattempted yet in prose or rhyme.
Vertaling:
Bezing dit, Muze, die op de heilige top

van Choreb of Sinaï een herder bezielde

die 't uitverkoren zaad voor 't eerst onthulde

hoe uit de chaos van het begin de hemel

en de aarde oprees, of, zo u wil,

op Sions heuvel, en hoe Sions beek

op Gods bevel daar sneller vloeide; aldaar

roep ik uw hulp in voor mijn gedurfde lied:

Een zang die boven Pindus' top zal stijgen

en daar zijn lied in boude vlucht laat klinken,

in alles overtreffend rijm of proza.— Jules Grandgagnage
Andere conventies van de klassieken die Milton (soms in enigszins aangepaste vorm) volgt, zijn:
- Een nadruk op de 'verheven onderwerpen' van oorlog, liefde en heldendom.
- Het beginnen van een actie in medias res. Zo vertelt Boek I over de nasleep van de oorlog in de hemel, die pas later beschreven zal worden.
- Miltons epos begint in de helse onderwereld. In overeenstemming met de klassieke beschrijvingen van de onderwereld benadrukt Milton de duisternis en de helse branden die slechts pijn en geen licht geven.
- Milton maakt ook veelvuldig gebruik van de homerische vergelijking: Satans schild is "als de Maan" en zijn speer "als de mast van een vlaggenschip".

## Overeenkomsten met Vondels Lucifer (1654)
Sommige onderzoekers wijzen op de mogelijkheid dat Milton zich voor zijn Paradise Lost wellicht liet inspireren door Joost van den Vondels Lucifer (1654). De twee werken vertonen namelijk overeenkomsten: de focus op Lucifer, de beschrijving van de strijd in de hemel tussen Lucifers troepen en Michaël, en de anticlimax als Adam en Eva gedwongen worden het paradijs te verlaten. Een voorbeeld:
Vondel
En liever d’ eerste Vorst in eenigh laeger hof,

Dan in ’t gezalight licht de tweede, of noch een minder

Zoo troost ick my de kans, en vrees nu leet noch hinder.
Milton
Here may we reign secure, and in my choice

To reign is worth ambition, though in Hell.

Better to reign in hell than serve in heaven.

## Nederlandse vertalingen
Recentste vertalingen
De recentste vertalingen zijn die van Jules Grandgagnage uit 2023 en die van Peter Verstegen uit 2003. Hun vertalingen respecteren net als die van hun voorganger Jacobus Van Zanten uit 1728 Miltons jambische pentameter (vijf heffingen per versregel) en wijken bovendien niet af van de totale lengte van het werk (10.000 versregels). Een andere hedendaagse, maar onvoltooid gebleven vertaling is die van Wim Jonker, die bij zijn dood in 2000 tienenhalf van de twaalf boeken had vertaald. Fragmenten ervan werden gepubliceerd in De Tweede Ronde (1993, 1997, 2000). De nazaten van Jonker vroegen aan Verstegen om Jonkers werk te voltooien, maar die gaf uiteindelijk de voorkeur aan een eigen vertaling.
Oudere vertalingen
Verder zijn er de onvoltooide vertaling van Alex Gutteling (Zang I-VI gepubliceerd in 1912), later voltooid door Albert Verwey (Zang VII-XII) en de volledige vertaling van Ten Kate uit 1875, waarin Miltons vijfvoetige blanke verzen, net als bij Lambert Paludanus (1730), zijn vervangen door rijmende alexandrijnen.
Enkele oudere vertalingen zijn online te vinden, onder meer via de Digitale Bijzondere Collecties van de Universiteitsbibliotheek Utrecht:
- 't Paradys verlooren: Heldendicht in tien boeken door J. van Zanten (1728)
- Het paradys verlooren, vertaling in berijmde alexandrijnen door Lambert Paludanus (1730), op basis van Van Zantens vertaling.
- Het verloren paradijs, prozavertaling door J. H. Reisig (1791)
- Het verloren paradijs, prozavertaling door J.F. Schimsheimer (1856)